# Artemas Martin
Artemas Martin (Condado de Steuben, Nova Iorque, 3 de agosto de 1835 – Washington, D.C., 7 de novembro de 1918) foi um matemático autodidata estadunidense.
Foi palestrante do Congresso Internacional de Matemáticos em Paris (1900).